# Almendra (Salamanca)
Almendra es un municipio y localidad española de la provincia de Salamanca, en la comunidad autónoma de Castilla y León.

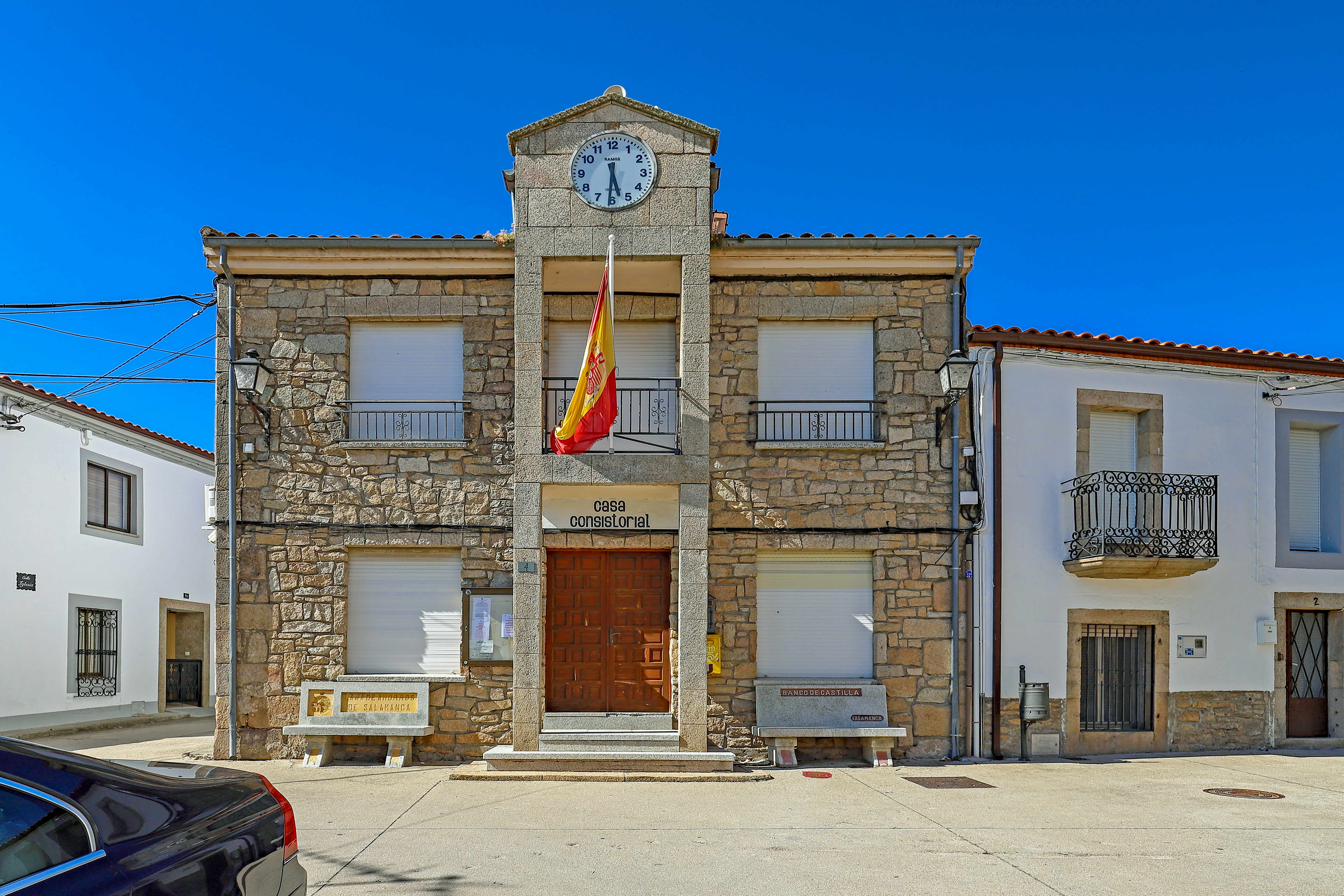
Ayuntamiento

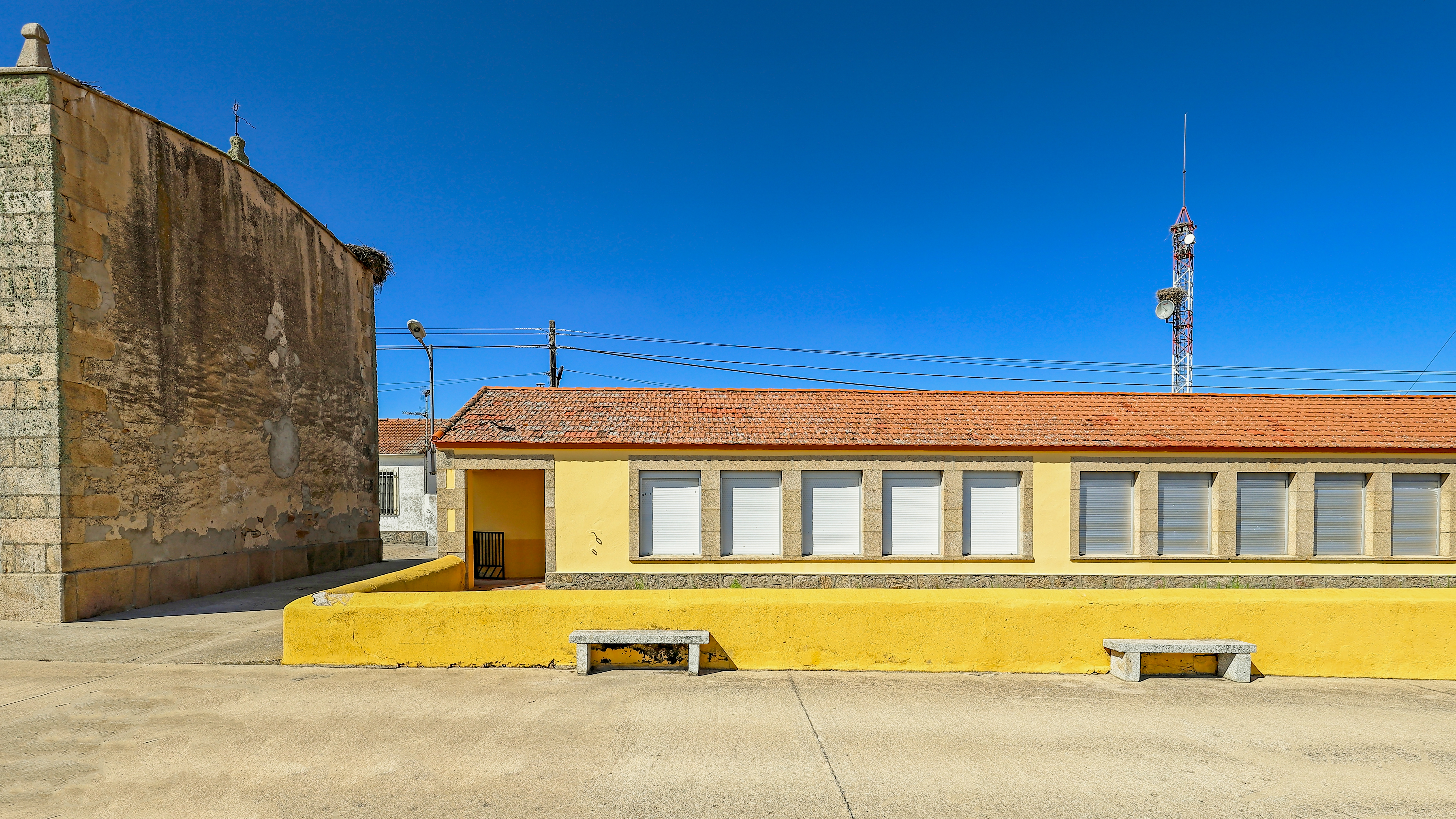
Antiguas escuelas y frontón

Pertenece a la subcomarca de La Ramajería, dentro de la comarca de Vitigudino, y al partido judicial de Vitigudino. Su término municipal está formado por un solo núcleo de población, ocupa una superficie total de 39,07 km² y según los datos demográficos recogidos en el padrón municipal elaborado por el INE en el año 2017, cuenta con una población de 164 habitantes.
Presta su nombre a la presa de Almendra, construida a 6 km. La espectacularidad de esta obra de ingeniería atrae a muchos de los visitantes del parque natural de Arribes del Duero. Desde sus miradores se pueden observar unas amplias vistas panorámicas de las Arribes del Tormes. La carretera de la presa es la más frecuentada de esta zona para comunicar la provincia de Salamanca con la provincia de Zamora y viceversa.

## Geografía
Almendra se encuentra situada en el noroeste salmantino. Dista 73 km de Salamanca capital.
Se encuentra dentro de La Ramajería, comarca de Vitigudino. Pertenece a la Mancomunidad de Ledesma y al partido judicial de Vitigudino.
Parte de su término municipal se integra en el parque natural de Arribes del Duero, un espacio natural protegido de gran atractivo turístico.
| Noroeste: Fermoselle (Zamora)   | Norte: Cibanal (Zamora)  | Noreste: Salce (Zamora)     |
| Oeste: Trabanca                 |                          | Este: Sardón de los Frailes |
| Suroeste: Cabeza de Framontanos | Sur: Ahigal de Villarino | Sureste: El Manzano         |

## Historia
Se han detectado diversos yacimientos protohistóricos que evidencian la presencia del ser humano en Arribes, pero suelen contener vestigios de materiales de escasa entidad y número. Como ejemplo de cronología Calcolítica y del Bronce se puede señalar en la vecina Trabanca el yacimiento de «Peñas de la Cruz» que, como otros de su época y en torno, carece de evidencias estructurales o de cualquier vestigio de hábitat o poblamiento. Tampoco se detectan micro relieves que puedan hacer pensar en restos constructivos de cierta entidad. Este tipo de yacimientos son relativemente abundantes en ambas orillas del Tormes.
Almendra, y otras poblaciones de Arribes, surgen de las primeras migraciones de tribus vetonas que se asentaron durante la Edad del Hierro (I milenio a. C.). Estos crearon un tipo de asentamiento específico que se aglutinó bajo la denominación de castros y cuya consecuencia fue el punto final al estatus seminómada de las recién llegadas tribus indoeuropeas. El territorio de Arribes se llenó de este tipo de asentamientos (Saldeana, Las Merchanas o de Bermellar, entre otros). En el caso del municipio de Almendra, lo atestigua el yacimiento arqueológico de La Almendrina, en el que se encontró un ara de granito votiva al dios Silvano, al margen de diverso material constructivo y cerámico. Este yacimiento no pudo ser estudiado con más detalle, debido a que fue anegado por las aguas del embalse de Almendra. Todos estos asentamientos, junto a otros próximos detectados en Fermoselle, Villarino de los Aires, Pereña o Trabanca, muestran una tupida red de poblados interconectados que incluso contaban con contacto visual.
Durante la época imperial se empieza a producir la lenta y progresiva integración de estas comunidades en el modelo romano de comportamiento, que se comprueba a través de la onomástica y la lingüística. Se latinizan de forma superficial nombres y lengua además de la adopción de ciertos modelos materiales como las cerámicas sigiladas, realización de obras públicas de tipo romano y la adopción de prácticas epigráficas, entre otros. En el caso de Almendra, son de esta época algunas de sus fuentes y pozos, como es el caso del pozo de «El Ruillón». Toda la subcomarca de La Ramajería, dependía del núcleo administrativo más cercano que en este caso podría ser Bletisa (Ledesma), en cuanto que fue el principal núcleo de población durante todo el periodo romano.
Almendra conserva restos arqueológicos de época visigoda en su iglesia parroquial de San Miguel Arcángel, hallados tras una obra de rehabilitación que puso al descubierto una serie de estructuras de la época. Por lo demás, entramos en una época oscura, en la que en principio parece difícil dirimir si hubo un proceso de continuidad o de ruptura en el modelo de hábitat, aunque la opción más plausible para La Ramajería es una línea de continuidad de su propia evolución, basada en el sincretismo del modo de vida indígeno que pervivió al anterior período y la aculturización de la época romana.
Es escasa la información existente sobre la ocupación musulmana de La Ramajería y tampoco existe un patrón claro de la repoblación leonesa de este territorio, en cuanto que pudo haber grupos poblacionales que estarían conformados por comunidades que sobrevivieron desde época visigoda, junto con los asentamientos populares de campesinos del norte de la península. Para concretar hay que revisar los yacimientos existentes y, en el caso de Almendra, ya integrada en el Alfoz de Ledesma, se documenta el yacimiento de «Almendrina», donde se han documentado restos de estructuras de esta época. Una primera referencia documentada de la existencia de Almendra data de 1265, en copia documental de 1345 que se conserva en los archivos de la Catedral de Salamanca, y en la cual se cita que "la Yglesia Catedral de la ciudad de Salamanca: Summa Libro a todos los préstamos que la iglesia Catedral de la Ciudad de Salamanca ha e tiene en la dicha ciudad e en sus tierras e término e en la villa de Ledesma e en su término en la villa de Medina e en su término en la villa de Monleón los cuales comienzan de la siguiente manera: Almendra, Trabanca, Cabeza de Framontano, Villarino, Perenna, Bidola, Peñalfange, Fontes, Cabeza del Caballo, Villar, Aveto, Massoco, Sarça de Canosapo, Corporario, Aldeadávila, Mieça, Bilbestre, Barruecopardo, Sazele, Villasbonas, Robredo de la Casa, Milano, Saldeana, Valderrodrigo..." por lo que sería ya localidad acreditada en el arcedianato de Ledesma de la diócesis de Salamanca.
Posteriormente, ya en el siglo XV, Almendra aparece recogido como uno de los 187 lugares que estaban vinculados a la villa de Ledesma y su Tierra, dentro de la roda de Villarino. Un hecho relevante fue que en 1462, se donó en condición de condado la Villa y Tierra de Ledesma a don Beltrán de la Cueva perdiendo con ello su condición de realengo. El cambio supuso un giro importante para estas aldeas, en cuanto que supuso su inclusión dentro de un entramado plenamente feudal y el incremento de la carga fiscal que hasta entonces había sido bastante más exigua. La jurisdicción señorial del condado de Ledesma, en manos del duque de Alburquerque, se prolongó en el tiempo hasta principios del siglo XIX y al igual que la transferencia de la propiedad de las tierras a los vecinos que las cultivaron durante generaciones. De los inicios de esta etapa feudal hay referencia documental que constata la existencia en Almendra de una población de algo más de ochenta vecinos, junto con su iglesia parroquial cuya advocación está sujeta a San Miguel Arcángel. Esta Iglesia fue construida a finales del siglo XVII y principios del XVIII. De esta época es uno de los edificios de la localidad que se conoce con el sobrenombre de «el palacio» y que la tradición popular dice que perteneció a un terrateniente que dividió las tierras entre sus dos hijos, dándole a uno la parte conocida conocida como la "Almendrina" -hoy anegado por las aguas del embalse- y el otro lo que actualmente conocemos como Almendra, siendo este el motivo de que el pueblo tenga dos pendones, uno de cada pueblo, que se custodian en la iglesia.
La creación de las actuales provincias, mediante la división territorial de España en 1833, situó al municipio de Almendra dentro de la región leonesa, y concretamente en la provincia de Salamanca.

## Demografía
Almendra cuenta con una población de 132 habitantes (INE 2024).
| Gráfica de evolución demográfica de Almendra entre 1842 y 2021                                                      |
| |
| Población de derecho según los censos de población del INE Población de hecho según los censos de población del INE |

Según el Instituto Nacional de Estadística, Almendra tenía, a 1 de enero de 2021, una población total de 140 habitantes, de los cuales 80 eran hombres y 60 mujeres. Respecto al año 2000, el censo reflejaba 196 habitantes, de los cuales 99 eran hombres y 97 mujeres. Por lo tanto, la pérdida de población en el municipio para el periodo 2000-2021 ha sido de 56 habitantes, un 29% de descenso.

## Símbolos

### Escudo
El escudo heráldico que representa al municipio fue aprobado el 24 de julio de 1992 con el siguiente blasón:

«Escudo cortado y medio partido. Primero de azur con un almendro al natural, arrancado, frutado y deshojado. Segundo, de plata un pontón o barquilla de su color. Tercero, de oro con cuatro fajas ondeadas de sinople. Timbrado de la Corona Real Española»
Boletín Oficial de Castilla y León nº 6 de 11 de enero de 1994

## Administración y política

### Gobierno municipal
El primer alcalde de la democracia fue Eladio Herrero Martín, de la UCD, elegido en las elecciones de 1979. Las elecciones de 1983 las ganó AP-PDP-UL en el pueblo, UC-CDS las de 1987 y CDS las de 1991. Desde 1995, el ganador ha sido el PP, ocupando Domingo Vicente Pascual el puesto de alcalde desde 2003 a 2015 y Alejandro Benito Sevillano de 2015 a 2019.
| Partido político                              | 2023  | 2023  | 2023       | 2019  | 2019  | 2019       | 2015  | 2015  | 2015       | 2011  | 2011  | 2011       | 2007  | 2007  | 2007       | 2003  | 2003  | 2003       |
| Partido político                              | %     | Votos | Concejales | %     | Votos | Concejales | %     | Votos | Concejales | %     | Votos | Concejales | %     | Votos | Concejales | %     | Votos | Concejales |
| Partido Popular (PP)                          | 42,98 | 52    | 4          | 64,46 | 78    | 4          | 56,62 | 77    | 4          | 42,86 | 60    | 4          | 60,42 | 87    | 4          | 47,88 | 79    | 4          |
| Partido Socialista Obrero Español (PSOE)      | 22,12 | 23    | 1          | 23,97 | 29    | 1          | 36,76 | 50    | 1          | 37,14 | 52    | 1          | 30,56 | 44    | 1          | 36,97 | 61    | 1          |
| Unión del Pueblo Leonés (UPL)                 | 18,27 | 19    | 0          | —     | —     | —          | —     | —     | —          | —     | —     | —          | —     | —     | —          | —     | —     | —          |
| Coalición SI por Salamanca (SI)               | —     | —     | —          | —     | —     | —          | —     | —     | —          | 34,29 | 48    | 0          | —     | —     | —          | —     | —     | —          |
| Unión del Pueblo Salmantino (UPSa)            | —     | —     | —          | —     | —     | —          | —     | —     | —          | —     | —     | —          | 1,39  | 2     | 0          | 3,03  | 5     | 0          |
| Unidad Regionalista de Castilla y León (URCL) | —     | —     | —          | —     | —     | —          | —     | —     | —          | —     | —     | —          | —     | —     | —          | 27,27 | 45    | 0          |

El alcalde de Almendra lo es sin dedicación exclusiva, lo que quiere decir que compatibiliza la alcaldía con otros trabajos, y cobra 125 euros en concepto de asistencia a reuniones (2017).

#### Evolución de la deuda viva municipal
El concepto de deuda viva contempla sólo las deudas con cajas y bancos relativas a créditos financieros, valores de renta fija y préstamos o créditos transferidos a terceros, excluyéndose, por tanto, la deuda comercial.
Entre los años 2008 a 2014 este ayuntamiento no ha tenido deuda viva.

## Patrimonio
- Presa de Almendra.
- Miradores de la presa de Almendra.
- Museo del vino.
- Iglesia parroquial de San Miguel Arcángel.